# Catabolismo

El catabolismo es la formación y degradación de moléculas complejas a moléculas simples, con liberación de energía.

El catabolismo (del griego kato ‘hacia abajo’, y ballein ‘lanzar’) es la parte del proceso metabólico que consiste en la degradación de nutrientes orgánicos transformándolos en productos finales simples, con el fin de extraer de ellos energía química útil para la célula . La energía liberada por las reacciones catabólicas es usada en la síntesis del ATP.

## Convergencia y diversidad en el catabolismo
El catabolismo es el proceso inverso del anabolismo, aunque no es simplemente la inversa de las reacciones anabólicas. Las reacciones catabólicas son en su mayoría reacciones de reducción-oxidación y el conjunto de reacciones catabólicas es muy similar en la mayor parte de los seres vivos, que degradan biomoléculas para obtener energía. Sin embargo, existen algunas excepciones, principalmente bacterias, como la proteobacteria quimiolitótrofa Acidithiobacillus, que es capaz de metabolizar el hierro y el azufre.

## Catabolismo de biomoléculas
En el caso de los organismos que degradan biomoléculas, también existe diversidad entre las reacciones catabólicas que se llevan a cabo en presencia de oxígeno (aeróbicas) o en ausencia de él (anaeróbicas). A grandes rasgos, en primer lugar, las grandes moléculas orgánicas nutrientes, como las proteínas, polisacáridos o lípidos son degradados a sus monómeros constituyentes, aminoácidos, monosacáridos y ácidos grasos, respectivamente, proceso que se lleva a cabo fuera de las células en la luz del aparato digestivo; es el proceso conocido como digestión. Luego, estas moléculas pequeñas son llevadas a las células y convertidas en moléculas aún más simples, como grupos acetilos que se unen covalentemente a la coenzima A, para formar la acetil-coenzima A cuyo grupo acetil es oxidado a agua y dióxido de carbono por los organismos aerobios mediante el ciclo de Krebs, liberando energía que se retiene al reducir la coenzima nicotinamida adenina dinucleótido (NAD+) a NADH+H. El NADH y otras coenzimas son finalmente oxidadas en la cadena transportadora de electrones, proceso acoplado a la síntesis de ATP.

## Glúcidos

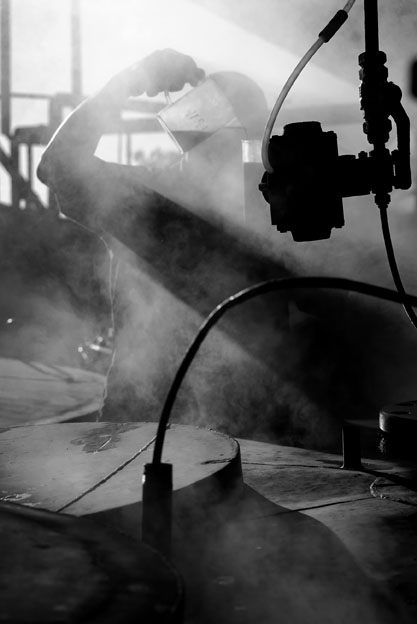
A pesar de su bajo rendimiento energético, la fermentación es utilizada por los humanos tanto de forma biológica (en la acción muscular) como de forma industrial para la fabricación de pan o de bebidas alcohólicas como en la imagen.

Tras la digestión, mediante la que los polisacáridos se transforman en glucosa, las moléculas de glucosa siguen tanto en organismos aeróbicos como anaeróbicos la glucólisis, que tiene como resultado la producción de ATP y piruvato. En ausencia de oxígeno el piruvato podrá seguir su catabolización mediante la fermentación. En presencia de oxígeno, el piruvato será oxidado a acetil-CoA para ser degradado en el ciclo de Krebs y producir un mayor número de moléculas de ATP mediante la cadena de transporte de electrones.

### Glucólisis
Es un proceso anaerobio, no es necesaria la presencia de oxígeno. Tras la digestión en la que los polisacáridos han sido degradados a glucosa, se lleva a cabo la glucólisis que degradará, mediante una serie de diez reacciones, cada molécula de glucosa en dos moléculas de piruvato.
La reacción global de la degradación de una molécula de glucosa es la siguiente:
Por tanto, el rendimiento energético total de la glucólisis es de 2 NADH y 2 ATP. Tanto las dos moléculas de piruvato como las dos moléculas de NADH podrán seguir otras vías metabólicas
por las que podrán extraerse de ellas más energía en forma de ATP. 
considerando alguna asunciones, una molécula de glucosa y produce entre 36-38 ATP: La glucólisis una molécula de glucosa produce 2 moléculas de Piruvato, 2 ATP y 2 NADH. Posteriormente, la transformación de 1 Piruvato a 1 Acetil-CoA produce 1 NADH. Finalmente, en el ciclo de Krebs se forman 1 ATP, 3 NADH y 1 FADH. Si se asume que 1 NADH y 1 FADH en la cadena de electrones producen 3 y 2 moléculas de ATP respectivamente, entonces el número total de ATP producidos por una molécula de glucosa es 38: 2 ATP; 2 NADH (x 3 ATP) = 6 ATP; 2 Piruvato (1 NADH x 3 ATP) = 2 x 3 ATP = 6 ATP; 2 ciclo de Krebs (1 ATP + 3 NADH x 3 ATP + 1 FADH x 2 ATP) = 2 x 12 = 24 ATP; por lo tanto, 2 + 6 + 6 + 24 = 38 ATP.

### Fermentación
La fermentación se lleva a cabo en ausencia de oxígeno y es una alternativa a la oxidación del piruvato y al ciclo de Krebs. Su eficiencia energética es inferior a la de las reacciones aerobias, ya que a partir de una molécula de glucosa solo se producen dos moléculas de ATP. Existen diferentes tipos de fermentación como, por ejemplo, la fermentación láctica o la alcohólica.

### Oxidación del piruvato
Esta descarboxilación oxidativa se lleva a cabo en presencia de oxígeno y produce una molécula de NADH mediante la transformación de las dos moléculas de piruvato procedentes de la glucólisis en dos moléculas de acetil-CoA que podrán seguir su degradación en el ciclo de Krebs. La reacción global de la oxidación del piruvato es la siguiente:
Además, el piruvato también puede realizar rutas de fermentación en ausencia de oxígeno, tales como la fermentación láctica y la fermentación alcohólica.

## Lípidos

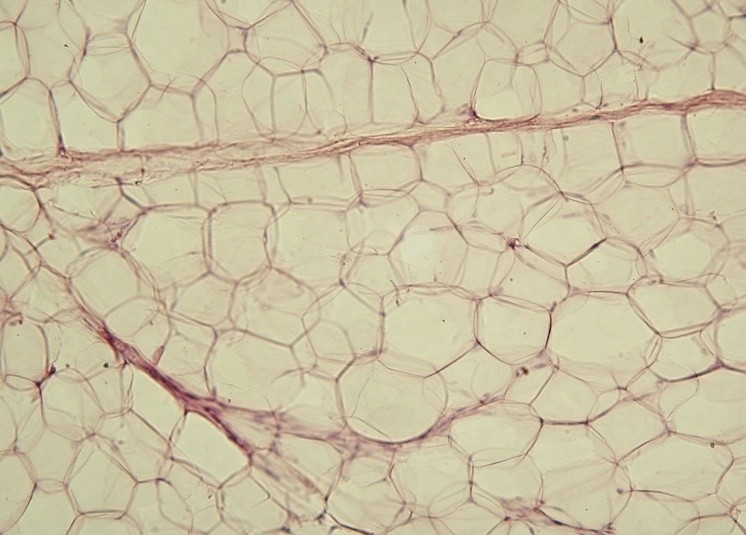
La oxidación de lípidos tiene un gran rendimiento energético, por lo que muchos seres vivos los utilizan para almacenar energía. En la imagen se muestra tejido adiposo blanco, utilizado por los animales como reserva energética. Los ácidos grasos también son utilizados por las semillas de las plantas con el mismo fin.

Los lípidos son grandes combustibles para las células animales aunque presentan algunos inconvenientes: La movilización de las grasas es un proceso más lento que el de carbohidratos. En situaciones anaeróbicas, no se pueden degradar (se desactiva el ciclo de Krebs), mientras que los glúcidos lo consiguen mediante las fermentaciones. Los ácidos grasos no pueden transformarse en glucosa en las células animales	(pero si las vegetales a través del ciclo del glioxilato) porque no disponen de esta ruta metabólica, por lo que la grasa no	es útil para controlar el nivel de glucosa en sangre. Por último, las grasas requieren ayuda para ser transportadas por el organismo debido a problemas de solubilidad en medio acuoso.

### Activación de los ácidos grasos
Para poder ser oxidados, los ácidos grasos deben ser activados por unión con la coenzima A en la membrana mitocondrial externa para formar acil-CoA. Este proceso tiene un gasto energético de 2 moléculas de ATP y permite que el acil-CoA proveniente del ácido graso sea degradado mediante la β-oxidación, cuyos productos serán oxidados en etapas posteriores.

### β-oxidación
La β-oxidación es un ciclo de reacciones que resultan en la oxidación de los ácidos grasos (previamente convertidos a acil-CoA) mediante la liberación sucesiva de fragmentos de dos átomos de carbono. El proceso se repite varias veces hasta la degradación total del acil-CoA, produciendo con cada repetición FADH2 y NADH que se oxidarán en la cadena respiratoria y acetil-CoA que después será degradado en el ciclo de Krebs.

## Proteínas
Los aminoácidos que no se utilizan directamente para la síntesis de proteínas no pueden ser almacenados ni excretados, por lo que se usan como combustibles. La catalización de proteínas está ligada al concepto de Proteólisis.

### Desaminación
Esta es la primera etapa consiste en la eliminación del grupo α-amino para poder excretar el exceso de nitrógeno y continuar degradando el esqueleto carbonado resultante.

### Esqueleto carbonado
La cadena carbonada de cada uno de los 20 aminoácidos diferentes sigue rutas metabólicas propias, pero todas estas rutas dan como resultado únicamente piruvato, acetil-CoA u otros intermediarios del ciclo de Krebs, que podrán seguir su oxidación mediante el ciclo de Krebs o utilizarse para la síntesis de otros compuestos combustibles.

## Ácidos nucleicos
Los ácidos nucleicos se hidrolizan mediante nucleasas para generar nucleótidos. Los nucleótidos se descomponen posteriormente en una pentosas (siguen la vía de los glúcidos), bases nitrogenadas (se excretan o reutilizan) y grupos fosfato (se excretan o reutilizan para nuevas biomoléculas como nucleótidos o ATP).

## Acetil-CoA
La degradación de glúcidos, lípidos y proteínas ha dado como resultado, entre otras moléculas, al acetil-CoA, que está formado por un grupo acetilo de dos átomos de carbono unido al grupo transportador CoA. Esta molécula podrá seguir degradándose mediante el ciclo de Krebs, para producir, por un lado, energía en forma de GTP y, por otro lado, moléculas de FADH2 y NADH que podrán ser utilizadas en la cadena de transporte de electrones para producir ATP.

### Ciclo de Krebs

Reacciones en cadena del ciclo de Krebs (en inglés).

Este proceso aerobio también conocido como ciclo del ácido cítrico se lleva a cabo en las mitocondrias de las células eucariotas o en el citoplasma de las procariotas y consiste en una secuencia cíclica de diez reacciones químicas catalizadas por enzimas que degrada el Acetil-CoA para producir GTP, NADH y FADH2. Estas dos últimas moléculas podrán continuar su proceso metabólico en la cadena de transporte de electrones para producir ATP. La reacción global del ciclo de Krebs por cada molécula de Acetil-CoA es la siguiente:

### Cadena de transporte de electrones
En la membrana mitocondrial interna se sitúan cuatro complejos enzimáticos que aprovechan el flujo de electrones que se produce en la oxidación del FADH2 y del NADH. Estas dos moléculas liberan electrones, y los complejos enzimáticos utilizan su energía para bombear protones desde la matriz mitocondrial al espacio intermembranoso en contra del gradiente electroquímico. Más adelante, el complejo permite que los protones vuelvan a entrar aprovechando el gradiente electroquímico, cuya energía sirve para sintetizar ATP. El destino final de estos electrones es el oxígeno, que es reducido de su forma molecular a agua, mediante la unión con los protones entrados en la matriz mitocondrial, lo que permite mantener un gradiente electroquímico favorable para seguir produciendo energía. Cada NADH permite la síntesis de tres moléculas de ATP, mientras que cada FADH2, permite la síntesis de dos moléculas de ATP. En resumen:

## Rendimiento de las reacciones

La cadena de transporte de electrones, como la mayor parte de las reacciones oxidativas en los seres vivos pluricelulares, tiene lugar en las mitocondrias.

En el catabolismo de biomoléculas el rendimiento depende de la naturaleza de la molécula que se vaya a degradar, así como de la ruta metabólica que siga. Las cantidades de energía son aproximativas, ya que dependen de diferentes factores que influyen en la eficiencia de las reacciones.
La degradación anerobia de la glucosa produce solo dos moléculas de ATP por ejemplo, con la fermentación láctica siguiendo esta reacción:
Una misma molécula de glucosa siguiendo una ruta aerobia produciría 38 moléculas de ATP (es decir, con un rendimiento mucho mayor al de la ruta anaerobia), siguiendo la siguiente reacción:
El rendimiento energético de la catabolización de lípidos es todavía mayor. Si tomamos como ejemplo la oxidación completa del estearato (un ácido graso de 18 átomos de carbono), su beta oxidación sigue la reacción global siguiente:
La oxidación completa de estos productos, mediante el ciclo de Krebs y la cadena de transporte de electrones tendrá un rendimiento energético de 146 moléculas de ATP, muy superior proporcionalmente a la de la fermentación o a la de la oxidación de la glucosa.